# Melananthus guatemalensis
Melananthus guatemalensis är en potatisväxtart som först beskrevs av George Bentham, och fick sitt nu gällande namn av Solereder. Melananthus guatemalensis ingår i släktet Melananthus och familjen potatisväxter. Inga underarter finns listade i Catalogue of Life.